# یگال سبطی
نجات الله (یگال ) سبطی (عبری:יגאל נג'את-אללה סבטי) (متولد ۱۹۴۴) یک متخصص زبان فارسی اسرائیلی و مترجم و روزنامه نگار است. او در گذشته در بخش فارسی رادیو اسرائیل کار می‌کرد.

## زندگینامه
نجات الله (یگال) سبطی در همدان ایران به دنیا آمد. وی تحصیلات خود را در مدارس آلیانس در همدان به پایان برد. بعد از پایان مدرسه به مطالعه ادبیات فارسی و عبری پرداخت. او در همین حین به تحصیل زبان انگلیسی در دانشگاه تهران پرداخت. 
بعد از پایان تحصیلات به خدمت گمرک در آمد و در آنجا بیست و سه سال کار کرد.  به نوشتن داستانهای کودکان به زبان فارسی علاقه وافر داشت و آثاری در این زمینه به رشته تالیف درآورد که در ایران بسیار پرفروش بودند. در سال ۱۹۹۴ از ایران به اسرائیل مهاجرت کرد و در بخش فارسی رادیو اسرائیل شروع به کار کرد. وی در سال ۲۰۱۴ از رادیو اسرائیل بازنشسته شد.
در سال ۲۰۰۵ به کمک بنیاد مکابی (بنیاد خیریه یهودیان ایرانی در اسرائیل) ترجمه فارسی یک کتاب داستان کودکان را منتشر کرد.

## کتابها
- قصه‌های مادر، نجات الله سبطی؛ انتشارات بامداد، تهران ۱۹۶۷.
- قصه‌های پدر، نجات الله سبطی، انتشارات نقش جهان، تهران ۱۹۶۸.
- توبیای شیرفروش، نجات الله سبطی، اسرائیل ۲۰۰۵.